# سنتور کروماتیک
سنتور کروماتیک،(به انگلیسی: Chromatic Santoor) یک ساز ایرانی از خانواده سازهای زهی مضرابی ایرانی است. این ساز بر گرفته از ساز سنتور است که به منظور استفاده در ارکستر برای نخستین‌بار در سال ۱۳۳۷ به سفارش حسین دهلوی، توسط ابراهیم قنبری‌مهر در کارگاه سازسازی هنرهای زیبا ساخته شد.

## صدادهی
سنتور کروماتیک می‌تواند تا حدی صداهای کروماتیک را تولید کند. این سنتور با اضافه کردن یک ردیف خرک بین خرک‌های سیم‌های زرد و سفید تا حدودی صداهای مورد نیاز را تولید می‌کند تعداد خرک‌های سفید سنتور کروماتیک ۱۱ و خرک‌های زرد ۱۲ عدد است و در بین آن‌ها تعداد ۴ خرک در نظر گرفته شده بود. تعداد ۷ خرک کوچک اضافی نیز افزوده شد و جمعاً تعداد خرک‌های آن به ۳۰ عدد رسید. سنتور کروماتیک و سنتور بم به دلیل داشتن خرک‌های بیشتر و توانایی اجرای نت‌های کروماتیکِ بیشتر نسبت به سنتور معمولی، در ابتدا توسط آهنگسازان مورد توجه قرار گرفتند اما به مرور به دلیل مشکلات اجرایی و کوکِ دشوار، از ارکسترهای ایرانی کنار گذاشته شدند. با این حال طراحان و سازندگان ساز در جهت رفع مشکلات سنتور کروماتیک، طراحی‌های جدیدی از این ساز را ارائه داده‌اند.